# باشگاه فوتبال هوریل راورز
باشگاه فوتبال هوریل راورز (به انگلیسی: Haverhill Rovers Football Club) یک باشگاه فوتبال در شهر هوریل، کشور انگلستان است که در سال ۱۸۸۶ میلادی تأسیس شده‌است.